# Initiative gegen Kirchenprivilegien
Die Initiative gegen Kirchenprivilegien war eine österreichische Bürgerinitiative, die eine Aufhebung von ihrer Meinung nach bestehenden Privilegien für Religionsgemeinschaften in Österreich und eine klare Trennung von Kirche und Staat forderte und mit dieser Zielsetzung im April 2013 ein Volksbegehren initiierte. Die Beteiligung von weniger als 1 % war die bis dahin geringste aller Volksbegehren in Österreich und führte zum Scheitern der Initiative.

## Volksbegehren
Im Zeitraum vom 15. März 2011 bis 31. Dezember 2012 lagen österreichweit Unterstützungserklärungen in Gemeinden auf, wobei 8032 Unterstützungserklärungen zur Einleitung eines Volksbegehrens nötig waren. Gemäß Art 41 Abs 2 B-VG müssen, nachdem die erforderliche Anzahl an Unterstützungserklärungen erbracht wurde, an einem anderen Termin binnen einer Frist von acht Tagen insgesamt 100.000 Unterschriften Wahlberechtigter vorgelegt werden. Da die Unterstützungserklärungen automatisch mitgezählt werden, strebte die Bürgerinitiative an, bereits bis zum 15. Oktober 2011 die 100.000 Unterschriften zu erreichen.
Am 31. Dezember 2012 wurden 8637 Unterstützungserklärungen beim Innenministerium abgegeben. 44 % kamen davon aus Wien, gefolgt von Niederösterreich und Oberösterreich.
Im Jänner 2013 gab das BMI dem Antrag auf Durchführung des Volksbegehrens gegen Kirchenprivilegien statt und legte den Eintragungszeitraum auf den Zeitraum vom 15. bis zum 22. April 2013 fest. Das Volksbegehren fand somit gleichzeitig mit dem Volksbegehren Demokratie Jetzt! statt.
Insgesamt unterschrieben 56.660 Wahlberechtigte das Volksbegehren, was lediglich 0,89 Prozent der Wahlberechtigten entspricht. Für eine Behandlung im Nationalrat wären 100.000 Unterschriften notwendig gewesen.

## Text des Volksbegehrens
Für die Schaffung eines Bundesverfassungsgesetzes:
1. Zur Abschaffung kirchlicher Privilegien
2. Für eine klare Trennung von Kirche und Staat
3. Für die Streichung gigantischer Subventionen an die Kirche

Für ein Bundesgesetz zur Aufklärung kirchlicher Missbrauchs- und Gewaltverbrechen

## Initiatoren
Initiatoren des Volksbegehrens gegen Kirchenprivilegien waren verschiedene kirchen- und religionskritische Einzelpersonen und Organisationen, so der Laizitätsaktivist Niko Alm, der Physiker Heinz Oberhummer, der Autor Sepp Rothwangl, der Unternehmer Philippe F. Lorre, die Künstlerin Elisabeth Ohri, die Studentenvertreterin Claudia Gamon sowie der Verein Betroffene kirchlicher Gewalt. An der Organisation waren zudem der Freidenkerbund Österreichs und die Giordano-Bruno-Stiftung beteiligt.
Die Initiative wurde aus privaten Spenden finanziert.

## Kritik
Die Initiative Wir sind Kirche, die 1995 die Unterschriftenaktion „Kirchenvolks-Begehren“ durchführte, um Reformen in der römisch-katholischen Kirche anzuregen, unterstützte die Initiative gegen Kirchenprivilegien nicht. Zwar unterstütze „Wir sind Kirche“ keine kirchlichen Privilegien, die von der Initiative gegen Kirchenprivilegien kritisierten Sachverhalte seien aber keine Privilegien, einzelne Vorhaltungen seien „in der Sache sogar falsch“. „Einzelne Änderungen im Konkordat“ wurden als „wünschenswert erachtet“, sinnvoll sei aber „kein (...) Kahlschlag, sondern eine geordnete und zügige Umsetzung Schritt für Schritt“.
Scharfe Kritik übte auch die Evangelische Kirche Österreichs: Das Volksbegehren enthalte nicht nur Forderungen, sondern auch „bloße Behauptungen“. Außerdem sei die „Vermischung derartig vieler Themen“ „kontraproduktiv“ für die einzelnen Anliegen, etwa der Aufklärung von Missbrauchsfällen.
Kritisiert wurde weiterhin, dass „Kritik an staatlichen Subventionen für Religionsgemeinschaften“ „in einem Atemzug mit sexuellem Missbrauch genannt“ werde. Dies sei „Stimmenfang auf Kosten der Opfer“.